# Вархи (Городокский район)
Вархи (бел. Вархі́) — агрогородок в Городокском районе Витебской области Белоруссии. Административный центр Первомайского сельсовета.

## География
Расположен в 12 км в направлении на север от города Городок, в 51 км от Витебска, на автомобильной дороге М8 (Е95).
Пролегает дорога Н2520.
Ближайшие населённые пункты Авданьки, Зубаки-1, Гузы и др.

### Гидрография
Около агрогородка протекает река Каменка (приток Усыса).

## История
В 1906 году в Городокском уезде Болецкой волости Витебской губернии.
С 4 апреля 1975 года центр Первомайского сельсовета.
В 2011 году деревня Вархи преобразована в агрогородок.

## Население

### Численность
- 2009 год — 266 жителей

### Динамика
- 1906 год — 18 дворов[3]
- 1995 год — 344 жителя, 126 дворов
- 2009 год — 266 жителей (перепись населения)[3]

## Культура
- Дом культуры
- Библиотека
- Музей

## Достопримечательность

### Памятник, скульптура
- Памятник землякам[5]. В память о 177 земляках-жителях деревень колхоза имени Маяковского, погибших в Великой Отечественной войны. В 1979 году установлена стела вертикальная с барельефом солдата, стела горизонтальная с перечнем фамилий погибших.